# Космос-1129
Космос-1129, познат и под именима Бион-5 и Биокосмос-5, је један од преко 2400 совјетских вјештачких сателита лансираних у оквиру програма Космос.
Сателит је био намијењен за биолошка истраживања, у којима је учествовало 9 земаља. Експерименти су укључивали покушаје стварања нових сисара у свемиру, што се показало неуспјешним.